# Sciaphila schwackeana
Sciaphila schwackeana är en enhjärtbladig växtart som beskrevs av Friedrich Federico Richard Adelbert Adelbart Johow. Sciaphila schwackeana ingår i släktet Sciaphila och familjen Triuridaceae. Inga underarter finns listade.